# GtL-Verfahren
Das GtL-Verfahren (Gas-to-Liquids) ist ein Verfahren zur Herstellung synthetischer Kraftstoffe.

## Verfahrensbeschreibung
Beim GtL-Verfahren wird Erdgas durch Zufuhr von Sauerstoff und Wasserdampf zu Synthesegas und dieses in einer Fischer-Tropsch-Synthese zu Kohlenwasserstoffen umgewandelt. Der Hauptanteil des Produktgemisches aus der Fischer-Tropsch-Synthese besteht aus langkettigen wachsartigen Normalparaffinen, die erst durch Cracken und Isomerisierung in einem speziellen Hydrocracker (und anschließender Fraktionierung) in flüssige Kohlenwasserstoffe umgewandelt werden müssen. Nach dem Crackprozess entsteht Kraftstoff für Motoren.
Ein verbessertes, inzwischen patentiertes Verfahren wurde mit Förderung des Bundeswirtschaftsministerium vom Institut für Energieverfahrenstechnik und Chemieingenieurwesen der Technischen Universität Bergakademie Freiberg in Zusammenarbeit mit dem Anlagenbauer Chemieanlagenbau Chemnitz entwickelt. Das Gas wird in einem ersten Schritt einer Methanolsynthese zugeführt. Hier kommt der neu entwickelte isotherme Reaktor zum Einsatz. Nach einer Separationsstufe wird das produzierte Methanol in der Benzinsynthese verarbeitet.

## Eigenschaften
Die gewonnene farb- und geruchlose Flüssigkeit ist völlig schwefelfrei und enthält weder aromatische Verbindungen noch organischen Stickstoff. Außerdem weist dieses Produkt andere hervorragende Eigenschaften (niedrige Dichte, hohe Cetanzahl) auf.
Die Abgaswerte beim Einsatz synthetischer Kraftstoffe sind besser als mit üblichen Dieselkraftstoffen. GtL-Kraftstoffe erfordern keine Anpassungen am Motor.

## Anwendung
GtL-Treibstoff soll als Kraftstoff-Ersatz oder -Beimischung dienen. Als Handelsname wurde der Begriff Synfuel geprägt.
Derzeit gibt es eine kleine GtL-Produktion (nach dem sogenannten SMDS-Verfahren, s. u.) von Shell in Malaysia, deren Ausstoß der Kraftstoffmarke V-Power Diesel beigemischt wird. Shell führte den V-Power-Diesel Ende Juni 2004 ein. Shell V-Power soll 5 % GtL-Anteil und zusätzliche Additive enthalten.
Weltmarktführer im Bereich der GtL-Technologie ist die südafrikanische Sasol Ltd., die GtL-Anlagen in Südafrika und zusammen mit Chevron in Katar unterhält.
Weltweit größte GtL-Anlage zurzeit (2015) ist Pearl GTL in Ras Laffan, Qatar, mit einer projektierten Kapazität von 140.000 Barrel/d.
Die chemischen und physikalischen Eigenschaften ähneln zum Teil denen des von Choren in Deutschland bis zu deren Insolvenz testweise produzierten BtL-Kraftstoffes SunDiesel.